# Unheimliche Geschichten
Unheimliche Geschichten er en tysk stumfilm fra 1919 af Richard Oswald.

## Medvirkende
- Anita Berber som Harlot
- Reinhold Schünzel
- Conrad Veidt
- Hugo Döblin
- Paul Morgan